# Бриккель, Анатолий Яковлевич
Анатолий Яковлевич Бриккель (1901 год — 1961) — старший агроном Алма-Атинского табаководческого совхоза Министерства пищевой промышленности СССР, Илийский район Алма-Атинской области, Казахская ССР. Герой Социалистического Труда (1949).
Применял передовые агротехнические методы в выращивании табака в табаководческом совхозе Илийского района. Благодаря его деятельности, совхоз в 1948 году сдал государству в среднем с каждого гектара по 27,8 центнеров табака сорта «Трапезонд» на площади в 77,1 гектара. Указом Президиума Верховного Совета СССР от 6 мая 1949 года удостоен звания Героя Социалистического Труда «за получение высоких урожаев табака при выполнении совхозом плана сдачи государству сельскохозяйственных продуктов в 1948 году и обеспеченности семенами всех культур в размере полной потребности для весеннего посева 1949 года» с вручением ордена Ленина и золотой медали «Серп и Молот».
Этим же указом звания Героя Социалистического Труда были удостоены директор совхоза Пётр Фёдорович Томаровский, бригадиры Али Ага Амрахов, Сатар Амрахов, звеньевые Деспина Георгиевна Андрияди, Имамат Велиметова, Елена Яковлевна Ловчинова и Мария Дмитриевна Суслина.